# Les Misérables (1952)
Les Misérables is een Amerikaanse dramafilm uit 1952 onder regie van Lewis Milestone. Het scenario is gebaseerd op de gelijknamige roman uit 1862 van de Franse auteur Victor Hugo.

## Verhaal
De dief Jean Valjean steelt een brood en wordt gearresteerd. Omdat hij voortdurend uit de gevangenis tracht te ontsnappen, loopt zijn straf op tot levenslang. Wanneer hij er uiteindelijk toch in slaagt om te ontsnappen, vindt hij onderdak bij een geestelijke. Hij steelt zijn zilveren kandelaars. Jaren later heeft Jean zich opgewerkt tot burgemeester van een klein stadje. Wanneer de politieagent Javert hem herkent, moet hij opnieuw op de vlucht.

## Rolverdeling
| Acteur                  | Personage        |
| ----------------------- | ---------------- |
| Michael Rennie          | Jean Valjean     |
| Debra Paget             | Cosette          |
| Robert Newton           | Etienne Javert   |
| Edmund Gwenn            | Bisschop Courbet |
| Sylvia Sidney           | Fantine          |
| Cameron Mitchell        | Marius           |
| Elsa Lanchester         | Mevrouw Magloire |
| James Robertson Justice | Robert           |
| Joseph Wiseman          | Genflou          |
| Rhys Williams           | Brevet           |
| Florence Bates          | Mevrouw Bonnet   |